# フェッシュバッハ共鳴
フェッシュバッハ共鳴（英語: Feshbach resonance）とは、2体問題や多体問題を扱う際に考慮しなければならない共鳴現象の一つである。
内部自由度を持つ多数の粒子が衝突した場合に、運動エネルギーの一部が内部エネルギーに転換されることによって、見かけ上運動量の保存が満たされなくなることがある。内部エネルギーの高い状態は、一定の寿命が経過すると、もとの状態に戻り、同時に内部エネルギーが開放されて相対運動エネルギーとなる。これらの一連の現象は、特定のエネルギーで共鳴的、連鎖的に生じる。この共鳴現象をフェッシュバッハ共鳴と呼ぶ。
フェッシュバッハ共鳴という呼称は、原子核においてこの現象を発見したハーマン・フェッシュバッハにちなむ。原子分子において、独立にウーゴ・ファノが本質的には同じ現象を発見したため、ファノ共鳴、ファノ・フェッシュバッハ共鳴と呼ばれることもある。

## 概要
量子力学的な2体散乱を例に考えよう。この反応において、2つの入射粒子をAとB、散乱後の生成粒子を A' と B' とする。このような過程を次のように表記する。
{\displaystyle A+B\rightarrow A'+B'} または {\displaystyle A(B,B')A'}.
散乱過程の前後にある2粒子の種類、あるいは量子状態の組み合わせを反応チャンネルと呼ぶ。この例では特に、AとBが入射チャンネルを成し、一方、 A' と B' が出口チャンネルを成す。エネルギー的に遷移が許される反応チャンネルのことを開いたチャンネルと呼び、エネルギー的に遷移が禁止される反応チャンネルを閉じたチャンネルと呼ぶ。
入射チャンネルCにある2粒子、AとBを考えよう。これらの粒子の位置をそれぞれ {\displaystyle {\vec {r}}_{A},{\vec {r}}_{B}} とする。ここでは簡単のため、考えている2粒子間の相互作用エネルギーは、2粒子間の距離 {\displaystyle R\equiv |{\vec {r}}_{A}-{\vec {r}}_{B}|} のみに依存すると仮定する。この仮定は冷却原子気体などでは近似的に成り立っているとみなして良く、一般化も可能である。この時、相互作用ポテンシャルを {\displaystyle V_{C}(R)} とする。しばしば、{\displaystyle V_{C}(R)} は束縛状態を作るほど深い引力を持つ。
入射チャンネルにおける2粒子の全エネルギーは
{\displaystyle E=T+V_{C}(R)+\Delta ({\vec {P}})}
で与えられる。ここで、{\displaystyle T} は（重心系における）エネルギー、{\displaystyle \Delta } は外場からのエネルギーを表し、{\displaystyle {\vec {P}}} で磁場や電場などのパラメータをまとめて表した。さて、ここでさらに別の反応チャンネル {\displaystyle D} を考えよう。{\displaystyle D} は十分大きな {\displaystyle R} に関して（上で述べた意味で）閉じているとする。さらに、{\displaystyle D} における相互作用ポテンシャル {\displaystyle V_{D}(R)} がエネルギー {\displaystyle E_{D}} の束縛状態を持つとする。
フェッシュバッハ共鳴は、パラメータ {\displaystyle {\vec {P}}} がある領域 {\displaystyle \lbrace {\vec {P}}_{0}\rbrace } で、次の条件を満たす場合に生じる。
{\displaystyle E_{D}\approx T+V_{C}(R)+\Delta ({\vec {P}}_{0})}
この条件が満たされると、チャンネル {\displaystyle C} とチャンネル {\displaystyle D} の間の結合がどのようなものであっても（如何に弱くとも）、2つのチャンネルが強く混合される。このことは、散乱イベントの結果が、外部パラメータ {\displaystyle {\vec {P}}} や入射チャンネルのエネルギーに強く依存する、という形で検出される。

### 不安定状態
仮想状態、あるいは不安定状態とは、ある有限の確率で非束縛状態に崩壊、緩和する、過渡的な束縛状態である。この状態は、ある種のフェッシュバッハ共鳴において、準安定状態となる場合がある。このようなフェッシュバッハ共鳴は、エネルギー準位がポテンシャル井戸の上端付近に存在する場合に起こる。このような状態は仮想的な状態と呼ばれ、角運動量に依存して生じる形状共鳴とは区別される 。仮想状態は過渡的にしか存在しないため、解析や測定には特別なテクニックが必要とされる。

### 冷却原子気体におけるフェッシュバッハ共鳴
フェッシュバッハ共鳴は冷却原子気体を用いたフェルミ気体やボース＝アインシュタイン凝縮(BEC)の研究において重要な役割を果たしている。二原子の散乱過程において、ある超微細構造準位にある原子の運動エネルギーと、別の超微細構造準位に属する束縛状態のエネルギーが一致する時に、フェッシュバッハ共鳴が起こる。2つの超微細構造準位がクーロン力や交換相互作用によって結合して、この現象を引き起こす。実験では、原子間の弾性散乱のs波散乱長を変調するためにフェッシュバッハ共鳴が用いられる。s波散乱長は原子間力の有効的な強さを特徴づける。このような共鳴を持つ39Kや6Liや133Csなどの原子種では、一様な外部磁場を印加することにより、相互作用の強さ(s波散乱長)を変調できる。この技術を用いて、エフィモフ状態と呼ばれる特異な3粒子束縛状態が観測された。また、多数のフェルミ原子から成るフェルミ気体においては、フェッシュバッハ共鳴を用いることで、引力相互作用が強くボソン的な2原子分子を形成してBECが実現している領域から、引力相互作用が弱くクーパー対を形成しているBCS領域までを、実験的に調べることが可能となる。多数のボース原子のBECに関しては、理想ボース気体からユニタリー・ボース気体の領域までを調べるためにフェッシュバッハ共鳴が用いられている他、引力相互作用が働くボソン系の研究も行われている。

## 文献
1. ↑  On the Dynamics of Single-Electron Tunneling in Semiconductor Quantum Dots under Microwave Radiation Dissertation Physics Department of Ludwig-Maximilians-Universitat Munchen by Hua Qin from Wujin, China 30 July 2001, Munchen
2. ↑  Schulz George Resonances in Electron Impact on Atoms and Diatomic Molecules Reviews of Modern Physics vol 45 no 3 pp378-486 July 1973
3. ↑  Donald C. Lorents, Walter Ernst Meyerhof, James R. Peterson Electronic and atomic collisions: invited papers of the XIV International Conference on the Physics of Electronic and Atomic Collisions, Palo Alto, California, 24-30 July, 1985 North-Holland, 1986 ISBN 0-444-86998-0, ISBN 978-0-444-86998-2, page 800
4. ↑  D. Field1 *, N. C. Jones1, S. L. Lunt1, and J.-P. Ziesel2 Experimental evidence for a virtual state in a cold collision: Electrons and carbon dioxide Phys. Rev. A 64, 022708 (2001) 10.1103/PhysRevA.64.022708
5. ↑  B. A. Girard and M. G. Fuda Virtual state of the three nucleon system Phys. Rev. C 19, 579 - 582 (1979) 10.1103/PhysRevC.19.579
6. ↑  Tamio Nishimura * and Franco A. Gianturco Virtual-State Formation in Positron Scattering from Vibrating Molecules: A Gateway to Annihilation Enhancement Phys. Rev. Lett. Volume 90Issue 18 Phys. Rev. Lett. 90, 183201 (2003) 10.1103/PhysRevLett.90.183201
7. ↑  Kurokawa, Chie; Masui, Hiroshi; Myo, Takayuki; Kato, Kiyoshi Study of the virtual state in νc10Li with the Jost function method American Physical Society, First Joint Meeting of the Nuclear Physicists of the American and Japanese Physical Societies October 17 - 20, 2001 Maui, Hawaii Meeting ID: HAW01, abstract #DE.004
8. ↑  Chin, Cheng; Grimm, Rudolf; Julienne, Paul; Tiesinga, Eite (2010-04-29). “Feshbach resonances in ultracold gases”. Reviews of Modern Physics 82 (2):  1225–1286. doi:10.1103/RevModPhys.82.1225.
9. ↑  “共鳴過程を制御する：極低温量子気体を操る原子衝突”.   日本物理学会誌. 2014年2月14日閲覧。
10. ↑  “フェルミ超流動とボース・アインシュタイン凝縮の統一描像”.   日本物理学会誌. 2015年12月10日閲覧。
11. ↑  Efimov, V. (1970-12). “Energy levels arising from resonant two-body forces in a three-body system” (英語). Physics Letters B 33 (8):  563–564. doi:10.1016/0370-2693(70)90349-7.
12. ↑  Kraemer, T.; Mark, M.; Waldburger, P.; Danzl, J. G.; Chin, C.; Engeser, B.; Lange, A. D.; Pilch, K. et al. (2006-03-16). “Evidence for Efimov quantum states in an ultracold gas of caesium atoms” (英語). Nature 440 (7082):  315–318. doi:10.1038/nature04626. ISSN 0028-0836.
13. ↑  Regal, C. A.; Greiner, M.; Jin, D. S. (2004-01-28). “Observation of Resonance Condensation of Fermionic Atom Pairs”. Physical Review Letters 92 (4):  040403. doi:10.1103/PhysRevLett.92.040403.
14. ↑  Zwierlein, M. W.; Stan, C. A.; Schunck, C. H.; Raupach, S. M. F.; Kerman, A. J.; Ketterle, W. (2004-03-25). “Condensation of Pairs of Fermionic Atoms near a Feshbach Resonance”. Physical Review Letters 92 (12):  120403. doi:10.1103/PhysRevLett.92.120403.
15. ↑  Makotyn, P.; Klauss, C. E.; Goldberger, D. L.; Cornell, E. A.; Jin, D. S. (2014-02). “Universal dynamics of a degenerate unitary Bose gas” (英語). Nature Physics 10 (2):  116–119. doi:10.1038/nphys2850. ISSN 1745-2481.
16. ↑  Roberts, J. L.; Claussen, N. R.; Cornish, S. L.; Donley, E. A.; Cornell, E. A.; Wieman, C. E. (2001-05-07). “Controlled Collapse of a Bose-Einstein Condensate”. Physical Review Letters 86 (19):  4211–4214. doi:10.1103/PhysRevLett.86.4211.

- R.J. Fletcher, A.L. Gaunt, N. Navon, R. Smith, Z. Hadzibabic (2013). “Stability of a Unitary Bose Gas”. Phys. Rev. Lett.
- Pethick; Smith (2002). Bose–Einstein Condensation in Dilute Gases. Cambridge. ISBN 0-521-66580-9
- Herman Feshbach: Ann. Phys. (N.Y.) 5, 357 (1958) doi:10.1016/0003-4916(58)90007-1
- Ugo Fano: Nuovo Cimento 156, 12 (1935)
- Ugo Fano: Phys. Rev. 124, 1866 (1961) doi:10.1103/PhysRev.124.1866
- Per-Olov Löwdin:  Studies in Perturbation Theory. IV. Solution of Eigenvalue Problem by Projection Operator Formalism. J. Math. Phys. 3, 969–982 (1962) doi:10.1063/1.1724312
- Claude Bloch: Nucl. Phys. 6, 329 (1958) doi:10.1016/0029-5582(58)90116-0